# Orlando Yntema
Orlando Damian Yntema (Puerto Plata, 2 februari 1986) is een Nederlandse honkballer.

## Jeugd en opleiding
Yntema werd geboren op de Dominicaanse Republiek. Zijn Friese vader, werkzaam als diplomaat, woonde daar, na een verhuizing van Curaçao, sinds 1982 en was getrouwd met een Dominicaanse verpleegkundige. Hij volgde zijn middelbare school in Santo Domingo en tekende op zeventienjarige leeftijd een profcontract bij de organisatie van de San Francisco Giants. In 2004 kwam hij voor het eerst uit in een club in de Minor League en dit zou hij vijf seizoenen lang doen. Hij speelde de laatste twee jaar voor de dochterclub van de Giants in Georgia, de Augusta Greenjackets op single A niveau. Zijn wedstrijdtotaal was 52 wedstrijden waarin hij hoofdzakelijk als startend werper uitkwam. Zijn totaal behaalde ERA was 4.57, hij kreeg in totaal 137 slagmannen uitgegooid en moest 66 vrije lopen toestaan in een totaal van 205 gespeelde innings.

## Verdere loopbaan
Eind 2009 werd zijn contract niet meer verlengd in Amerika en verkreeg Yntema een contract bij het net naar de Italiaanse hoofdklasse gepromoveerde Catana Warriors. Hiervoor kwam hij een jaar lang uit. In 2010 tekende hij een contract met de Nederlandse hoofdklassevereniging UVV uit Utrecht waar hij het gehele seizoen voor uitkwam alsmede in de seizoenen tot 2013 toen hij een contract bij Neptunus te Rotterdam tekende en daarvoor uitkwam.

## Nederlands team
Yntema werd eind 2010 toegevoegd aan de selectie van het Nederlands honkbalteam. Hij trainde mee tijdens de Intercontinental Cup en maakte zijn debuut tijdens de wereldkampioenschappen in 2011. Yntema schreef historie door als startend pitcher 7 innings lang slechts 1 punt tegen Cuba toe te staan waardoor het Nederlands team voor de tweede maal dit land wist te verslaan en voor de allereerste keer in de geschiedenis de finale van de wereldkampioenschappen behaalde en de titel won.

## Onderscheiding
- Ridder in de Orde van Oranje-Nassau (2012)